# Holmajärvi (Jokkmokks socken, Lappland, 739181-171740)
Holmajärvi är en sjö i Jokkmokks kommun i Lappland och ingår i Luleälvens huvudavrinningsområde.